# SWAT

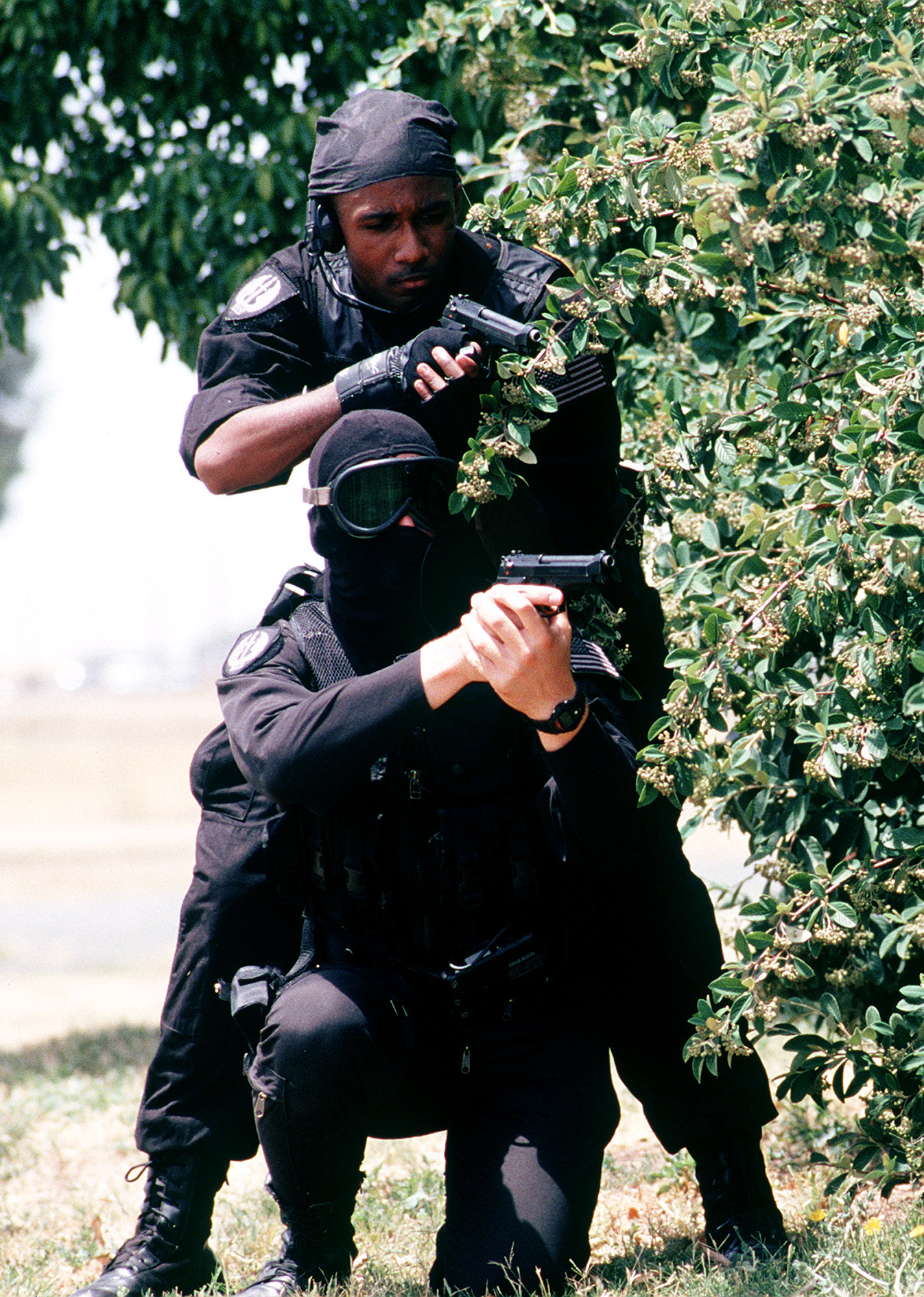
Leden van SWAT

SWAT (acroniem voor Special Weapons and Tactics) zijn speciale teams bij de politie in de Verenigde Staten die worden ingezet voor bijzonder grote of moeilijke operaties. Deze teams zijn vergelijkbaar met de Directie speciale eenheden in België en de Dienst Speciale Interventies in Nederland.
Het eerste SWAT-team werd opgericht door Daryl F. Gates bij de politie van Los Angeles in 1967; het bestond uit 60 man (15 teams van elk 4 man). Een SWAT-team onderscheidt zich van een gewone politie-eenheid onder andere door het grotere scala aan wapens. Van aanvalsgeweren tot scherpschuttersgeweren worden gebruikt bij het verrichten van diverse werkzaamheden. Een SWAT-team wordt vaak ingezet bij gijzelingen.

## Culturele verwijzingen

### Series
Deze soort politie-eenheid werd snel bekend door televisieseries zoals SWAT in de jaren zeventig, waarin de agenten meestal onrealistisch en gewelddadig werden afgeschilderd omdat zij te maken kregen met situaties die in de werkelijkheid nooit voorkwamen. Sinds 2017 is er een remake van de reeks. Ze wordt sindsdien onder andere uitgezonden op de Belgische zender CAZ.

### Computerspellen
Onder de naam SWAT brengt Sierra Entertainment een reeks computerspellen uit, ontwikkeld door Vivendi Games en Irrational Games, waarin de speler een SWAT-team aanvoert en realistische tactieken, snufjes en wapens gebruikt in verscheidene situaties, hoofdzakelijk gijzelingen. Ook zien we SWAT-eenheden opduiken in achtervolgingen in het computerspel Grand Theft Auto. Deze teams bedienen zich onder meer van vrachtwagens en helikopters. In 2023 is ook het spel Ready or Not uitgebracht. In dit spel moet de speler als SWAT-teamleider verschillende gevaarlijke situaties onder controle krijgen.

### Films
In 2003 kwam de film S.W.A.T. uit, met onder anderen Samuel L. Jackson, Colin Farrell en Michelle Rodriguez, als vervolg op de televisieserie. In de film wordt een drugsbaron getransporteerd door een SWAT-team van het Los Angeles Police Department. Het lijkt allemaal goed te gaan tot de drugsbaron 100 miljoen dollar biedt voor de persoon die hem bevrijdt uit de gepantserde wagen. Inmiddels is ook een vervolgfilm uitgekomen onder de titel S.W.A.T.: Firefight (2011).